# Ángel Torres
Ángel Torres – kubański zapaśnik w stylu klasycznym. Triumfator Igrzysk Ameryki Środkowej i Karaibów w 1990. Trzeci w Pucharze Świata w 1989. Mistrz Ameryki Centralnej w 1984 i 1990 roku.